# Theresianisches Adeliges Damenstift

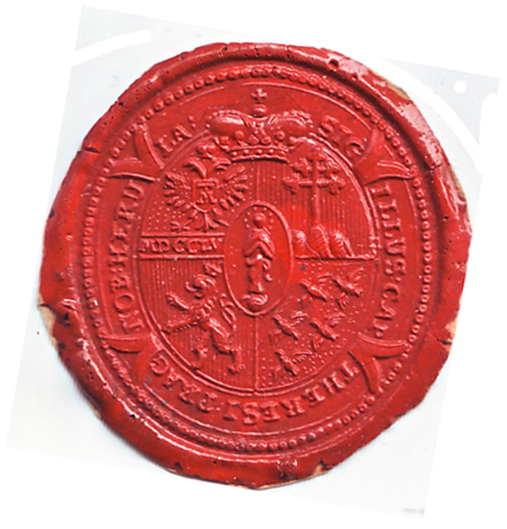
Jungfrustiftets sigill, 1755

Theresianisches Adeliges Damenstift ("Theresiska Insitutionen för adliga damer") var ett katolskt jungfrustift för kvinnliga sekulära kaniker i  Pragborgen i Hradčany i Prag i Böhmen, verksamt mellan 1753 och 1919. 

## Historik
Jungfrustiftet grundades 1753 av kejsarinnan Maria Theresa, och kunde slutligen öppna två år senare. Institutionen inrymdes i Pragborgen, som inte längre användes av den kungliga familjen. 
Jungfrustiftet tog emot ogifta adliga kvinnor från Österrike, Böhmen och Ungern som behövde en egen inkomst. Medlemmarna skulle vara trettio till antalet och minst tjugofyra år gamla, såvida de inte var föräldralösa, då de kunde tas emot vid arton års ålder. De avlade inte fullständiga klosterlöften, utan levde som så kallade kvinnliga sekulära kaniker, och kunde vid behov lämna klostret och gifta sig. Stiftsjungfruerna var tvungna att följa strikta regler angående sitt uppförande och klädsel, och deras dagliga rutin var strikt reglerad. Daglig liturgi och närvaro vid mässan var obligatorisk. Stiftsjungfrur fick till skillnad från riktiga nunnor dock delta  i societetslivet utanför klostret, men fick endast lämna klostret med abbedissans tillstånd, och endast i sällskap med två av klostrets medlemmar. 
Jungfrustiftet styrdes av en abbeddissa med titeln furstinne-abbedissa. Abbedissan skulle tillhöra den kejserliga dynastin. När det närliggande Sankt Georgs nunnekloster i Prag stängdes 1782 överfördes den rätt detta klosters abbedissa hade att kröna Böhmens drottninggemåler på jungfrustiftets abbedissa. Andra funktioner i jungfrustiftet var diakonissa, vice diakonissa och två utpekade biträdande roller. 
Jungfrustiftet upplöstes när monarkin Österrike-Ungern upplöstes och Böhmen blev den självständiga republiken Tjekoslovakien. 

## Abbedissor
- 1766–1789: Maria Anna av Österrike
- 1791–1800: Maria Anna av Österrike
- 1834–1835: Maria Teresia av Österrike
- 1837–1842: Hermine av Österrike
- 1844–1852: Maria Karoline av Österrike
- 1875–1879: Maria Kristina av Österrike
- 1881–1883: Maria Antonietta av Österrike
- 1886–1893: Margarete Sophie av Österrike
- 1893–1894: Karoline Marie av Österrike
- 1894–1919: Maria Annunciata av Österrike

## Galleri

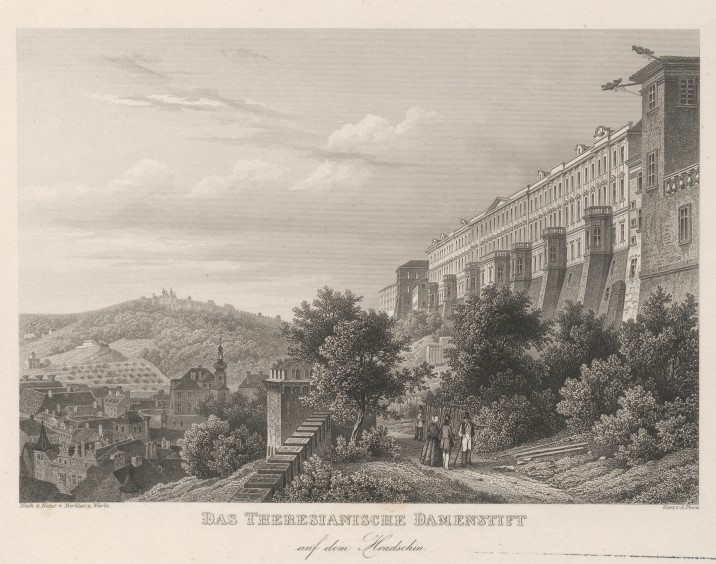
Palais Rosenberg i Pragborgen, där jungfrustiftet var inrymt.
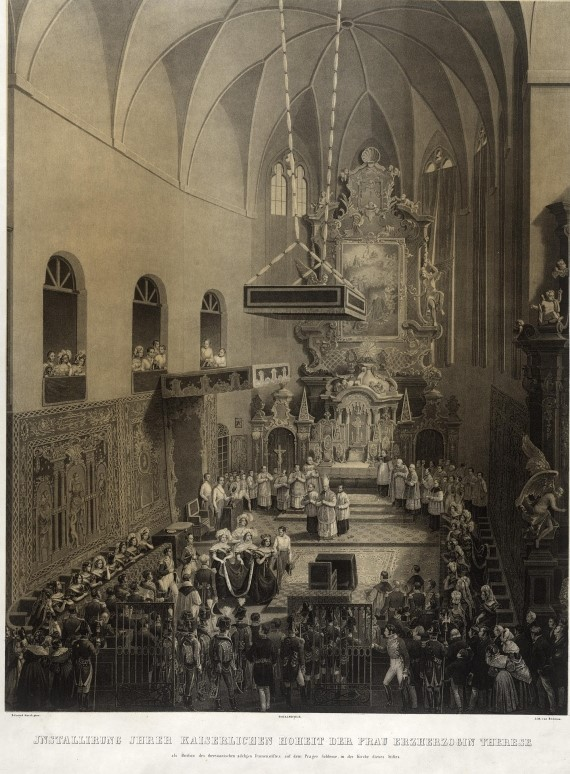
Installationen av ärkehertiginnan Therese som abbedissa av jungfrustiftet år 1836.
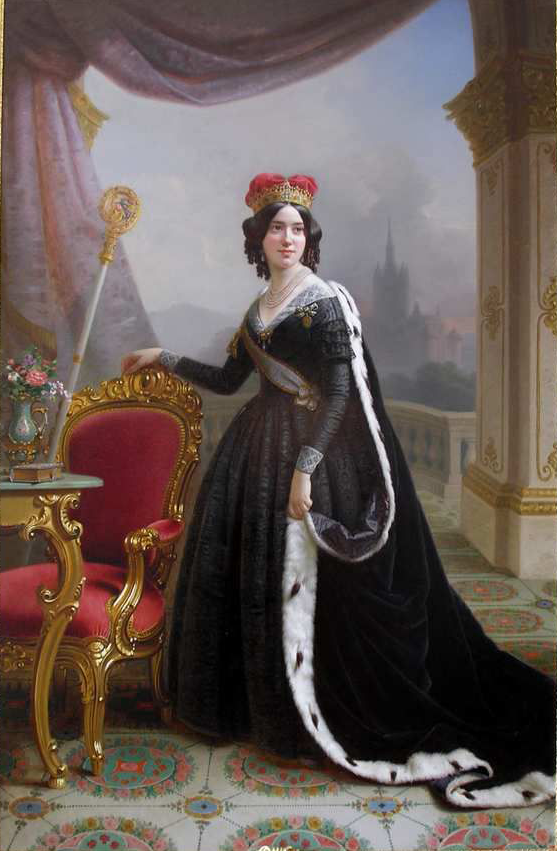
Abbedissan Maria Karolina av Österrike-Teschen.
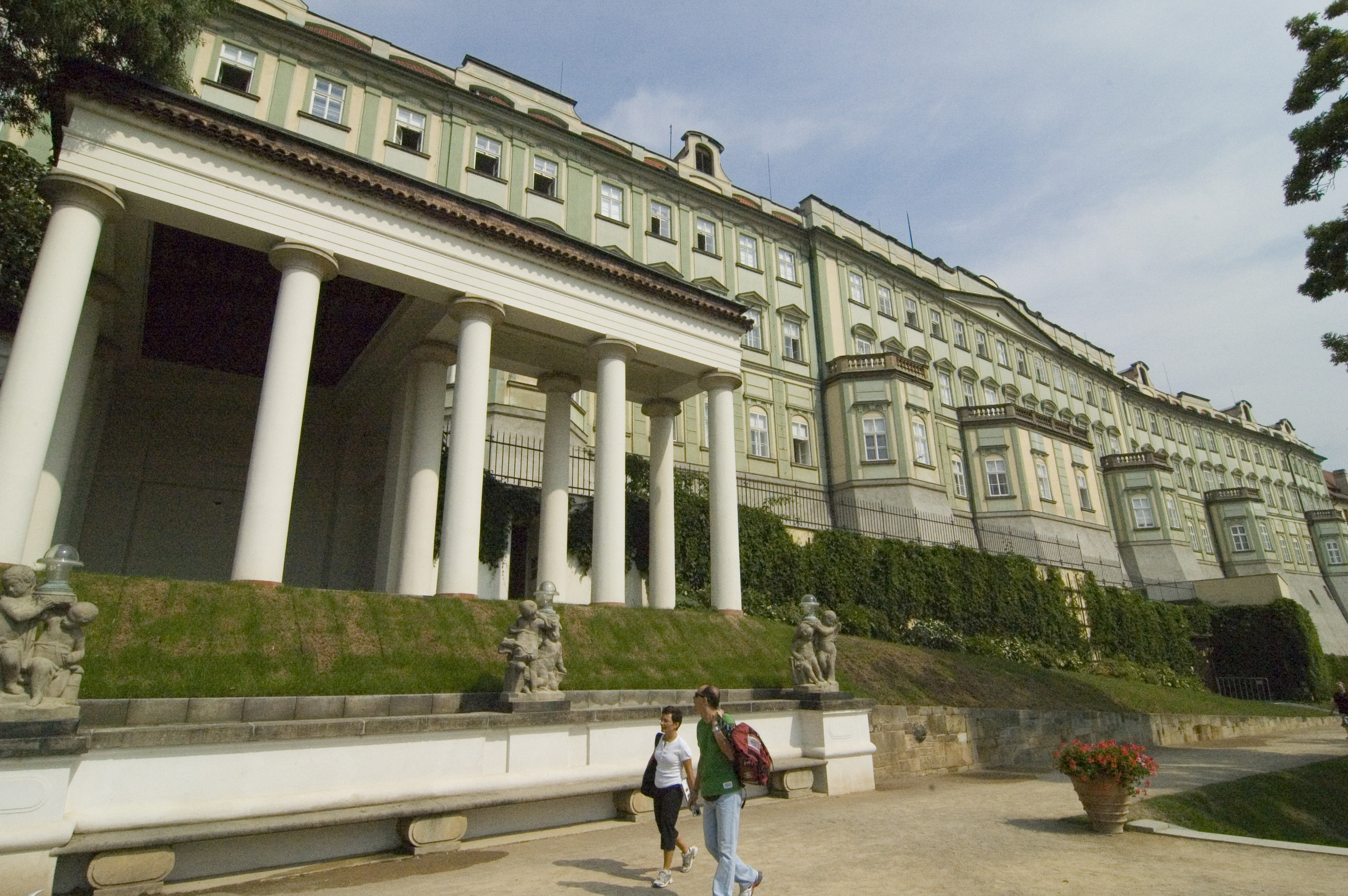
Palais Rosenberg i Pragborgen, där jungfrustiftet var inrymt.
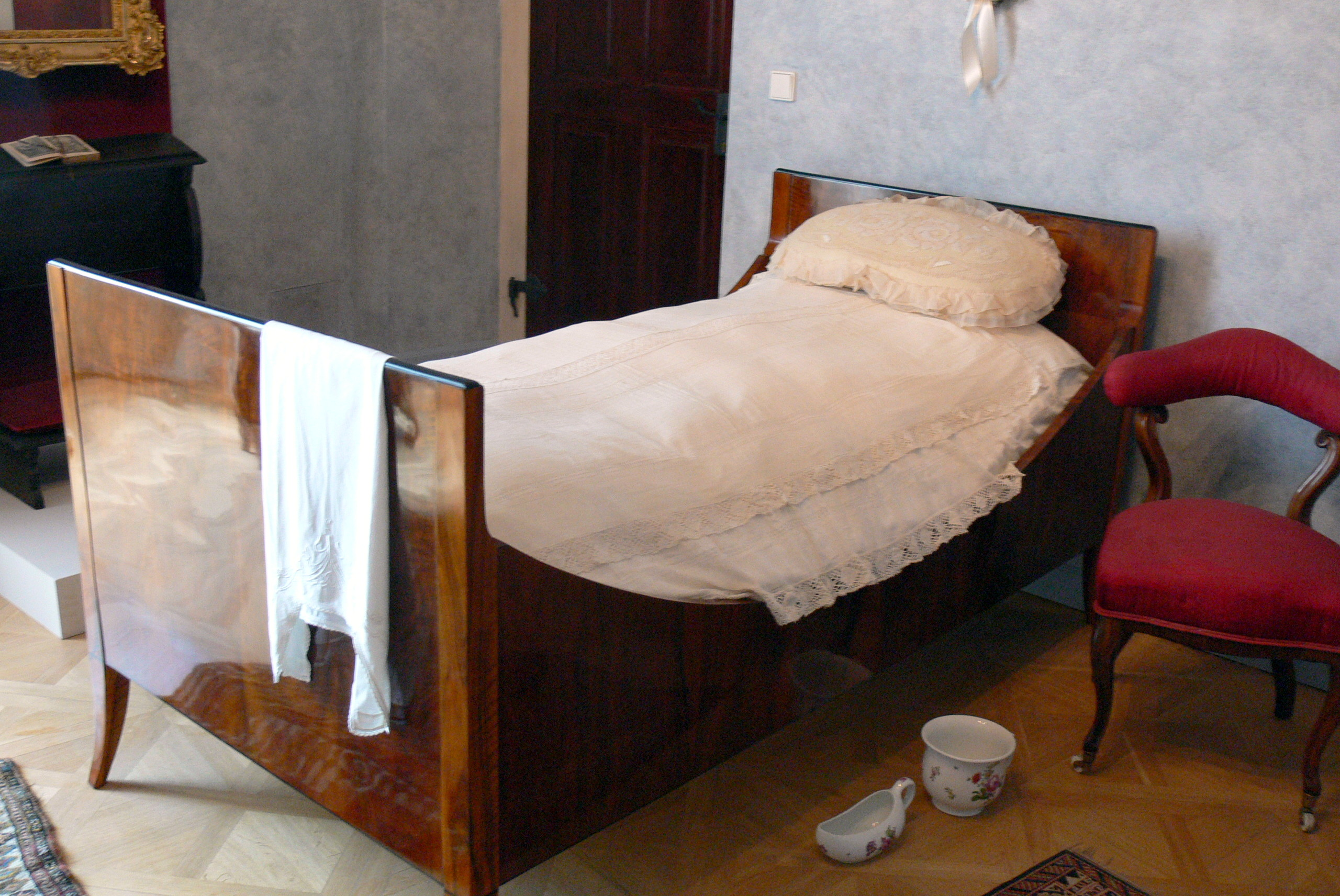
Ett av stiftsjungfrurnas rum.